# Trupanea aldrichi
Trupanea aldrichi är en tvåvingeart som beskrevs av Aczel 1953. Trupanea aldrichi ingår i släktet Trupanea och familjen borrflugor.
Artens utbredningsområde är Peru. Inga underarter finns listade i Catalogue of Life.